# Aletinus maculipennis
Aletinus maculipennis is een keversoort uit de familie Rhynchitidae. De wetenschappelijke naam van de soort is voor het eerst geldig gepubliceerd in 1854 door Jacquelin du Val.